# کیورگ دکتر پپر
کیورگ دکتر پپر (انگلیسی: Keurig Dr Pepper) شرکت صنایع غذایی آمریکایی است، که در سال ۱۹۸۱ توسط باب استیلر تأسیس شد.